# Volta a Cataluña 2000
La Volta a Cataluña 2000 fue la 80.ª edición de la carrera ciclista en Cataluña. Se disputó en 8 etapas del 15 al 22 de junio de 2000 con un total de 983,6 km. El vencedor final fue el español José María Jiménez del equipo Banesto por ante Óscar Sevilla del Kelme-Costa Blanca y Leonardo Piepoli, también del Banesto.
La participación internacional no fue muy lucida. La coincidencia con otras cursas, y la preferencia de los ciclistas para preparar el Tour de Francia en otros lugares eran los principales motivos. Así los principales favoritos eran los ciclistas españoles, especialmente aquellos que se defendieran bien subiendo la montaña.
Esta edición empezó con una contrarreloj por equipos con final en Port Aventura. Esto permitió que diferentes hombres de la ONCE-Deutsche Bank pudieran mantener el liderato hasta la sexta etapa. Al llegar en los Pirineo, la cursa cambió y las dos etapas andorranas fueron decisivas por el triunfo final.
José María Jiménez conseguía la victoria con bastanta superioridad. Solo Óscar Sevilla pudo aguantar. a pesar de no pudo resistir la cronoescalada final al Alto de la Rabassa donde perdió más de cuarenta segundos.

## Etapas
| Etapa | Fecha       | Ciudades de etapa                        | km    | Vencedor de la etapa | Líder de la general |
| ----- | ----------- | ---------------------------------------- | ----- | -------------------- | ------------------- |
| 1.ª   | 15 de junio | La Pineda – Vilaseca (CRE)               | 21,8  | ONCE-Deutsche Bank   | David Cañada        |
| 2.ª   | 16 de junio | Vilaseca – Villanueva y Geltrú           | 160,0 | Erik Zabel           | Marcos Serrano      |
| 3.ª   | 17 de junio | Villanueva y Geltrú – Badalona           | 154,0 | Erik Zabel           | Marcos Serrano      |
| 4.ª   | 18 de junio | Badalona - Barcelona                     | 158,0 | Gabriele Missaglia   | David Cañada        |
| 5.ª   | 19 de junio | Argentona – Rosas                        | 159,0 | Giovanni Lombardi    | David Cañada        |
| 6.ª   | 20 de junio | Rosas – Prades                           | 164,0 | Giovanni Lombardi    | Pavel Tonkov        |
| 7.ª   | 21 de junio | Prades – Los Cortals d'Encamps           | 154,0 | José María Jiménez   | José María Jiménez  |
| 8.ª   | 22 de junio | San Julián de Loria – Alto de la Rabassa | 12,8  | José María Jiménez   | José María Jiménez  |

### 1.ª etapa
15-06-2000: La Pineda – Vilaseca, 21,8 km. (CRE):
|   | Equipo             | Nacionalidad | Tiempo     |
| - | ------------------ | ------------ | ---------- |
| 1 | ONCE-Deutsche Bank | España       | 1h 19' 06" |
| 2 | Vitalicio Seguros  | España       | + 6"       |
| 3 | Mapei-Quick Step   | Italia       | + 18"      |

|   | Ciclista          | Equipo             | Tiempo  |
| - | ----------------- | ------------------ | ------- |
| 1 | David Cañada      | ONCE-Deutsche Bank | 26' 22" |
| 2 | Nicolas Jalabert  | ONCE-Deutsche Bank | m. t.   |
| 3 | Rafael Díaz Justo | ONCE-Deutsche Bank | m. t.   |

### 2.ª etapa
16-06-2000: Vilaseca – Villanueva y Geltrú, 160,0 km.:
|   | Ciclista        | Equipo                | Tiempo     |
| - | --------------- | --------------------- | ---------- |
| 1 | Erik Zabel      | Team Deutsche Telekom | 3h 52' 47" |
| 2 | Marcel Wust     | Festina-Loto          | m. t.      |
| 3 | Zoran Klemenčič | Vini Caldirola        | m. t.      |

| Ciclista | Equipo             | Tiempo             |            |
| -------- | ------------------ | ------------------ | ---------- |
| 1        | Marcos Serrano     | ONCE-Deutsche Bank | 4h 19' 09" |
| 2        | Nicolas Jalabert   | ONCE-Deutsche Bank | m. t.      |
| 3        | Peter Luttenberger | ONCE-Deutsche Bank | m. t.      |

### 3.ª etapa
17-06-2000: Villanueva y Geltrú – Badalona, 154,0 km.:
|   | Ciclista       | Equipo                | Tiempo     |
| - | -------------- | --------------------- | ---------- |
| 1 | Erik Zabel     | Team Deutsche Telekom | 3h 53' 21" |
| 2 | Serguei Ivanov | Farm Frites           | m. t.      |
| 3 | David Clinger  | Festina-Loto          | m. t.      |

|   | Ciclista           | Equipo             | Tiempo     |
| - | ------------------ | ------------------ | ---------- |
| 1 | Marcos Serrano     | ONCE-Deutsche Bank | 8h 12' 30" |
| 2 | Peter Luttenberger | ONCE-Deutsche Bank | m. t.      |
| 3 | David Cañada       | ONCE-Deutsche Bank | m. t.      |

### 4.ª etapa
18-06-2000: Badalona - Barcelona, 158,0 km.:
|   | Ciclista           | Equipo           | Tiempo     |
| - | ------------------ | ---------------- | ---------- |
| 1 | Gabriele Missaglia | Lampre-Daikin    | 3h 38' 15" |
| 2 | Gianpaolo Mondini  | Cantina Tollo    | m. t.      |
| 3 | Paolo Bettini      | Mapei-Quick Step | m. t.      |

|   | Ciclista               | Equipo             | Tiempo      |
| - | ---------------------- | ------------------ | ----------- |
| 1 | David Cañada           | ONCE-Deutsche Bank | 11h 50' 45" |
| 2 | Santiago Blanco        | Vitalicio Seguros  | + 02"       |
| 3 | Francisco Tomás García | Vitalicio Seguros  | m. t.       |

### 5.ª etapa
19-06-2000: Argentona – Rosas, 159,0 km.:
|   | Ciclista          | Equipo                  | Tiempo     |
| - | ----------------- | ----------------------- | ---------- |
| 1 | Giovanni Lombardi | Team Deutsche Telekom   | 3h 40' 44" |
| 2 | Andrej Hauptman   | Vini Caldirola          | m. t.      |
| 3 | Allan Johansen    | Memorycard-Jack & Jones | m. t.      |

|   | Ciclista               | Equipo             | Tiempo      |
| - | ---------------------- | ------------------ | ----------- |
| 1 | David Cañada           | ONCE-Deutsche Bank | 15h 48' 15" |
| 2 | Santiago Blanco        | Vitalicio Seguros  | + 02"       |
| 3 | Francisco Tomás García | Vitalicio Seguros  | m. t.       |

### 6.ª etapa
20-06-2000: Rosas – Prades, 164,0 km.:
|   | Ciclista          | Equipo                | Tiempo     |
| - | ----------------- | --------------------- | ---------- |
| 1 | Giovanni Lombardi | Team Deutsche Telekom | 3h 55' 33" |
| 2 | Óscar Sevilla     | Kelme-Costa Blanca    | m. t.      |
| 3 | José Luis Arrieta | Banesto               | m. t.      |

|   | Ciclista          | Equipo           | Tiempo      |
| - | ----------------- | ---------------- | ----------- |
| 1 | Pavel Tonkov      | Mapei-Quick Step | 19h 43' 54" |
| 2 | Axel Merckx       | Mapei-Quick Step | + 21"       |
| 3 | José Luis Arrieta | Banesto          | + 41"       |

### 7.ª etapa
21-06-2000: Prades – Los Cortals de Encamps, 164,0 km.:
|   | Ciclista           | Equipo                | Tiempo     |
| - | ------------------ | --------------------- | ---------- |
| 1 | José María Jiménez | Banesto               | 4h 22' 58" |
| 2 | Óscar Sevilla      | Kelme-Costa Blanca    | + 59"      |
| 3 | Jörg Jaksche       | Team Deutsche Telekom | + 2' 10"   |

|   | Ciclista           | Equipo             | Tiempo      |
| - | ------------------ | ------------------ | ----------- |
| 1 | José María Jiménez | Banesto            | 24h 08' 32" |
| 2 | Óscar Sevilla      | Kelme-Costa Blanca | + 02"       |
| 3 | Santiago Blanco    | Vitalicio Seguros  | + 1' 27"    |

### 8.ª etapa
22-06-2000: San Julián de Loria – Alto de la Rabassa, 12,8 km. (CRI):
|   | Ciclista           | Equipo             | Tiempo  |
| - | ------------------ | ------------------ | ------- |
| 1 | José María Jiménez | Banesto            | 28' 27" |
| 2 | Roberto Heras      | Kelme-Costa Blanca | +13"    |
| 3 | Leonardo Piepoli   | Banesto            | +28"    |

|   | Ciclista           | Equipo             | Tiempo      |
| - | ------------------ | ------------------ | ----------- |
| 1 | José María Jiménez | Banesto            | 24h 36' 59" |
| 2 | Óscar Sevilla      | Kelme-Costa Blanca | + 41"       |
| 3 | Leonardo Piepoli   | Banesto            | + 3' 41"    |

## Clasificación General
|    | Ciclista            | Equipo                | Tiempo      |
| -- | ------------------- | --------------------- | ----------- |
|    | José María Jiménez  | Banesto               | 24h 36' 59" |
| 2  | Óscar Sevilla       | Kelme-Costa Blanca    | + 41"       |
| 3  | Leonardo Piepoli    | Banesto               | + 3' 41"    |
| 4  | Jörg Jaksche        | Team Deutsche Telekom | + 4' 15"    |
| 5  | Manuel Beltran      | Mapei-Quick Step      | + 4' 55"    |
| 6  | Santiago Blanco     | Vitalicio Seguros     | + 5' 05"    |
| 7  | Fernando Escartín   | Kelme-Costa Blanca    | + 5' 44"    |
| 8  | Roberto Sgambelluri | Cantina Tollo         | + 5' 51"    |
| 9  | Axel Merckx         | Mapei-Quick Step      | + 6' 00"    |
| 10 | Pavel Tonkov        | Mapei-Quick Step      | + 6' 10"    |

## Clasificaciones secundarias
|   | Ciclista           | Equipo             | Puntos |
| - | ------------------ | ------------------ | ------ |
| 1 | Óscar Sevilla      | Kelme-Costa Blanca | 78     |
| 2 | José María Jiménez | Banesto            | 58     |
| 3 | Roberto Heras      | Kelme-Costa Blanca | 51     |

|   | Ciclista          | Equipo                | Puntos    |
| - | ----------------- | --------------------- | --------- |
| 1 | Guido Trenti      | Cantina Tollo         | 14 puntos |
| 2 | Jörg Jaksche      | Team Deutsche Telekom | 6 puntos  |
| 3 | Gianpaolo Mondini | Cantina Tollo         | 6 puntos  |

|   | Ciclista           | Equipo             | Puntos |
| - | ------------------ | ------------------ | ------ |
| 1 | Óscar Sevilla      | Kelme-Costa Blanca | 58     |
| 2 | José María Jiménez | Banesto            | 51     |
| 3 | Roberto Heras      | Kelme-Costa Blanca | 41     |

|   | Equipo             | Nacionalidad | Tiempo     |
| - | ------------------ | ------------ | ---------- |
| 1 | Banesto            | España       | 2h 02' 14" |
| 2 | Vitalicio Seguros  | España       | + 46"      |
| 3 | Kelme-Costa Blanca | España       | + 1' 29"   |